# Cladocera
Sous-ordre
Classification phylogénétique
- Cuticulates
  - Gastrotriches
  - Ecdysozoaires
    - Panarthropodes
      - Onychophores
      - Tardigrades
      - Euarthropodes
        - Chélicériformes
          - Pycnogonides
          - Chélicérates
            - Mérostomes
            - Arachnides

        - Mandibulates
          - Myriapodes
          - Pancrustacés
            - Rémipèdes
            - Céphalocarides
            - Maxillopodes
            - Branchiopodes
              - Cladocères

            - Malacostracés
            - Hexapodes

    - Introvertés

Les cladocères (Cladocera) ou puces d'eau sont de petits crustacés aquatiques, dont le nombre de segments est très réduit, avec un thorax et abdomen fusionnés. Une carapace simple repliée de part et d'autre de la ligne dorsale les recouvre. Leurs déplacements natatoires, saccadés, sont permis par les mouvements des antennes très développées.
Quelques espèces sont marines et beaucoup sont benthiques (vivent sur le fond).
Elles constituent une part importante du zooplancton ; l'espèce zooplanctonique d'eau douce la plus connue est la daphnie, utilisée comme animal de laboratoire, et par les aquariophiles comme nourriture vivante ou lyophylisée pour les poissons.

## Importance écologique
Les grands cladocères contribuent aux équilibres écologiques de plusieurs manières :
- comme source de nourriture (particulièrement riche en protéine) pour de nombreuses espèces ;
- en filtrant l'eau pour se nourrir et en assurant ainsi un contrôle des populations phytoplanctoniques et de diverses ciliés (paramécies) et bactéries, de l'eau. Ces organismes entretiennent la clarté des mares, permettant une meilleure pénétration de la lumière dans les couches profondes de la colonne d'eau. Daphnia magna peut par exemple filtrer et manger plusieurs milliers de petites algues vertes par heure[1] en filtrant jusqu'à 80 ml par 24 heures, soit une capacité de filtration pour 20 individus de 1 litre d'eau en 24 heures ;

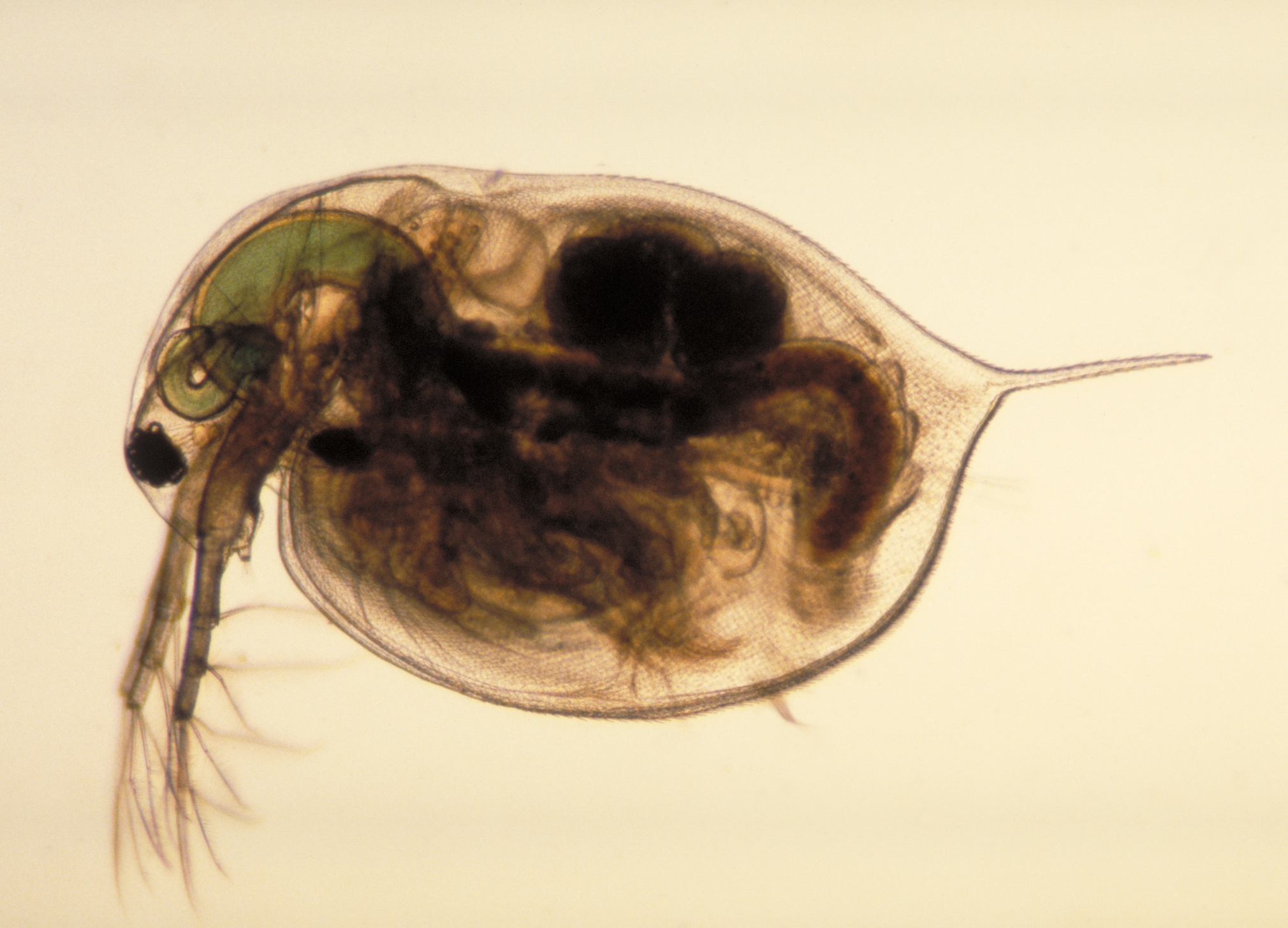
Daphnia magna

- en permettant - grâce à cette limpidité de l'eau - une désinfection accrue par les rayons UV solaires.
- en mélangeant les couches thermiques et salines des eaux stagnantes, ce qui évite les "eaux mortes" ou appauvries parce que trop chaudes en surface ou trop minéralisées
- en limitant les pullulations d'algues filamenteuses de surface (tant que les nitrates et phosphates ne sont pas surabondants)

Divers facteurs écologiques (nutriments, lumière, profondeur, courant...) affectent leur abondance dans les cours d'eau, lacs, mares, etc. Dans les eaux stagnantes et très poissonneuses, les cladocères régressent au profit des copépodes qui avec les rotifères ne peuvent efficacement réguler les populations de phytoplancton, ce qui entraîne une augmentation de la turbidité de l'eau et d'éventuels déséquilibres.
Beaucoup d'espèces ne supportent pas les eaux acides et/ou peu minéralisées.
Invasivité ? Certaines espèces pourraient avoir un comportement invasif, à la suite d'introductions dans des milieux géographiquement éloignés du leur (ex Daphnia lumholtzi en Amérique du Nord).
Transferts de pollution : Dans les fleuves pollués, le plancton (zooplancton notamment, mais également phytoplancton) peut adsorber ou bioconcentrer certains polluants (métaux notamment), puis les re-libérer quand il meurt brutalement dans les eaux salées au niveau de certains estuaires (dans le bouchon vaseux ou les zones mortes anoxiques).

## Dispersion
Les modalités de dispersion des cladocères sont en partie encore mal connues.
Ces organismes (comme les copépodes) sont bien connus dans les eaux stagnantes, mais on les trouve aussi et parfois abondamment dans certains fleuves et rivières où ils peuvent probablement être diffusés sur de grandes distances via les inondations.
Dans la Seine, en amont, la brièveté du temps de séjour favorise les petites espèces planctoniques (Rotifères, Protozoaires), mais en aval, les grosses espèces sont plus nombreuses ; « d’amont en aval, le flux de zooplancton croît exponentiellement, tandis que le débit augmente linéairement, ce qui confirme l’importance de la production autochtone (Riverine Productivity Model) ».
La répartition spatiale et la dynamique saisonnière du zooplancton des cladocères (et copépodes) ont aussi été étudiés dans le Danube près de Budapest (Hongrie). Les sections centrale du Danube explorée était souvent pauvre en plancton, et dominées par des nauplii (36 espèces dont les plus abondantes étaient Acanthocyclops robustus, Thermocyclops crassus, Bosmina longirostris), avec des copépodes plus densément présents vers l'aval, sans différences marquées entre l'entrée et la sortie de la capitale. De manière générale le centre du fleuve contenait moins de microcrustacés (tant en nombre d'espèces qu'en abondance) que la proximité des berges. Des différences étaient observées entre les deux rives et entre l'amont et l'aval. Le ralentissement du courant et la hauteur d'eau semblent influer, mais différemment selon qu'on se trouve vers l'amont ou l'aval. En aval la densité ne varie pas significativement au centre du fleuve et là où l'eau est haute, mais elle augmente considérablement près des berges ou là où la colonne d'eau est moins haute, alors que la diversité spécifique (variété des espèces) change peu. Les pics d'abondance sont en mai-juin et aout-septembre, et une moindre densité en fin d'hiver-début du printemps. Les zones inondables et plans d'eau adjacents semblent être les sources de biomasse du plancton trouvé dans le fleuve.

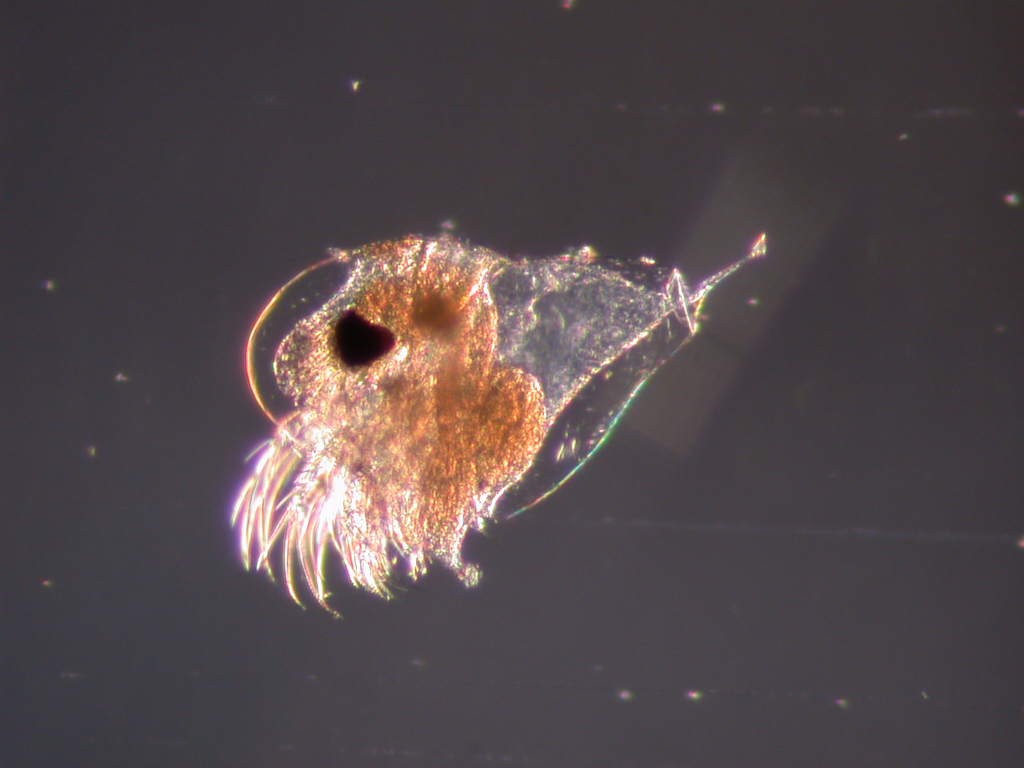
Evadne spinifera, l'un des très rares cladocères marins

De plus, bien que totalement aquatiques, les œufs de cladocères résistent relativement bien à la dessiccation. Ils peuvent donc être transportés par des animaux (dans la vase ou boue sur les pattes de mammifères ou d'oiseaux par exemple). C'est sans doute ainsi que s'effectuent les recolonisations rapides de milieux isolés (facteur de résilience écologique. Ce phénomène participe probablement aussi à l'entretien d'une certaine diversité génétique via des échanges entre populations au sein d'une métapopulation.

## Classification
Sous-ordre Cladocera Latreille, 1829
- infra-ordre Anomopoda
  - famille Daphniidae Straus 1820
    - Ceriodaphnia Dana 1853
    - Daphnia Müller 1785
    - Daphniopsis Sars 1903
    - Megafenestra Dumont & Pensaert 1983
    - Simocephalus Schödler 1858
    - Scapholeberis Schödler 1858

  - famille Moinidae Goulden 1968
    - Moina Baird 1850
    - Moinodaphnia Herrick 1887

  - famille Bosminidae Baird 1846
    - Bosmina Baird 1846
    - Bosminopsis Richard 1895

  - famille Macrothricidae Norman & Brady 1867
    - Acantholeberis Lilljeborg 1846
    - Bunops Birge 1893
    - Drepanothrix Sars 1862
    - Echinisca Liévin 1848
    - Grimaldina Richard 1892
    - Guernella Richard 1892
    - Iheringula Sars 1900
    - Ilyocryptus Sars 1862
    - Lathonura Lilljeborg 1853
    - Macrothrix Baird 1843
    - Neothrix Gurney 1927
    - Ophryoxus Sars 1862
    - Parophryoxus Doolittle 1909
    - Pseudomoina Sars 1912
    - Streblocerus Sars 1862
    - Wlassisca Daday 1904

  - famille Chydoridae Stebbing 1902
    - Acroperus Baird 1843
    - Alona Baird 1843
    - Alonella Sars 1862
    - Alonopsis Sars 1862
    - Anchistropus Sars 1862
    - Archepleuroxus Smirnov & Timms 1983
    - Australochydorus Smirnov & Timms 1983
    - Biapertura Smirnov 1971
    - Bryospilus
    - Camptocercus Baird 1843
    - Celsinotum Frey 1991
    - Chydorus Leach 1816
    - Dadaya Sars 1901
    - Disparalona Sars 1862
    - Dunhevedia King 1853
    - Ephemeroporus Frey 1982
    - Euryalona Sars 1901
    - Eurycercus Baird 1843
    - Graptolebris Sars 1862
    - Kurzia Dybowski & Grochowski 1894
    - Leberis Smirnov 1989
    - Leydigia Kurz 1875
    - Monope Smirnov & Timms 1983
    - Monospilus Sars 1862
    - Notoalona Rajapaksa & Fernando 1987
    - Oxyurella Dybowski & Grochowski 1894
    - Paralona Šráhek-Hušek 1962
    - Phrixura P.E. Müller 1867
    - Planicirclus Frey 1991
    - Pleuroxus Baird 1843
    - Plurispina Frey 1991
    - Pseudochydorus Fryer 1968
    - Rak Smirnov & Timms 1983
    - Rhynchotalona Norman 1903
    - Saycia Sars 1904
    - Spinalona Ciros-Perez & Elias-Gutierrez 1997
    - Tretocephala Frey 1965
- infra-ordre Ctenopoda
  - famille Sididae Baird 1850
    - Diaphanosoma Fischer 1850
    - Latona Straus 1820
    - Latonopsis Sars 1888
    - Penilia Dana 1849
    - Pseudosida Herrick 1884
    - Sarsilatona Korovchinsky 1985
    - Sida Straus 1820

- - famille Holopedidae Sars 1865
    - Holopedium Zaddach 1855
- infra-ordre Onychopoda
  - famille Polyphemidae Baird 1845
    - Polyphemus Linnaeus 1758

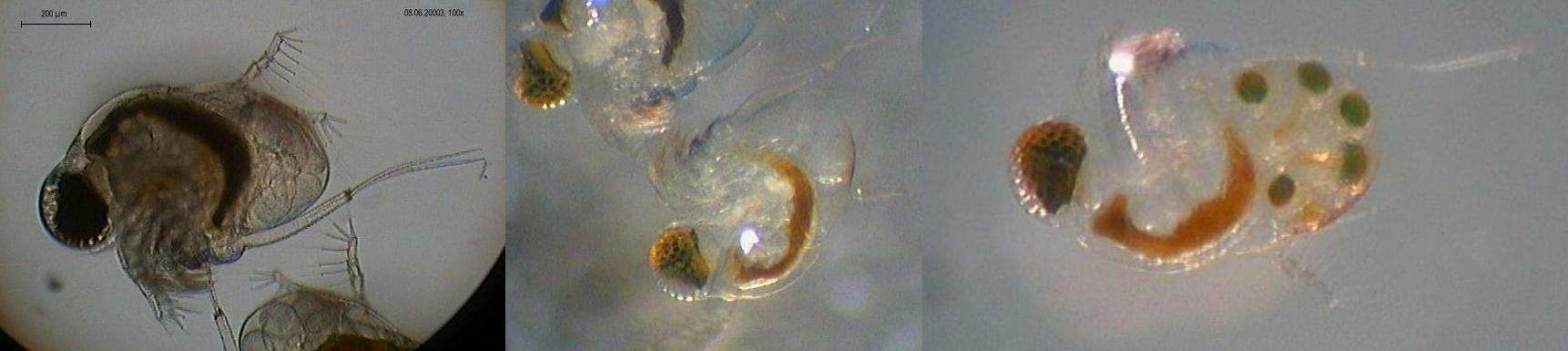
Polyphemus pediculus

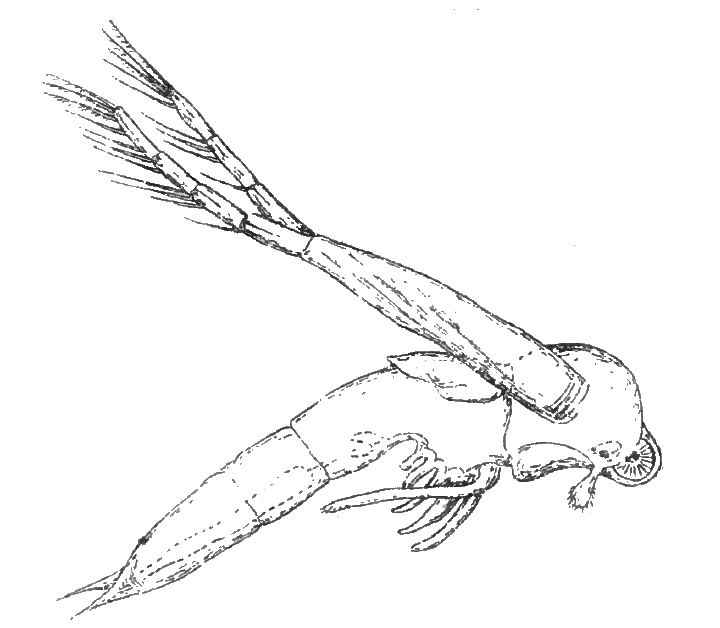
Leptodora kindtii est un cladocère remarquablement grand (jusqu'à 18 mm de long)

  - famille Cercopagidae Mordukhai-Boltovskoi 1966
    - Bythotrephes Leydig 1860
    - Cercopagis Sars 1897

  - famille Podonidae Mordukhai-Boltovskoi 1968
    - Caspievadne Behning 1941
    - Cornigerius Mordukhai-Boltovskoi 1967
    - Evadne Lovén 1836
    - Pleopsis Dana 1852
    - Podon Lilljeborg 1853
    - Podonevadne Gibitz 1922
- infra-ordre Haplopoda
  - famille Leptodoridae Lilljeborg 1861
    - Leptodora Lilljeborg 1861